# 格爾尼卡 (布宜諾斯艾利斯省)

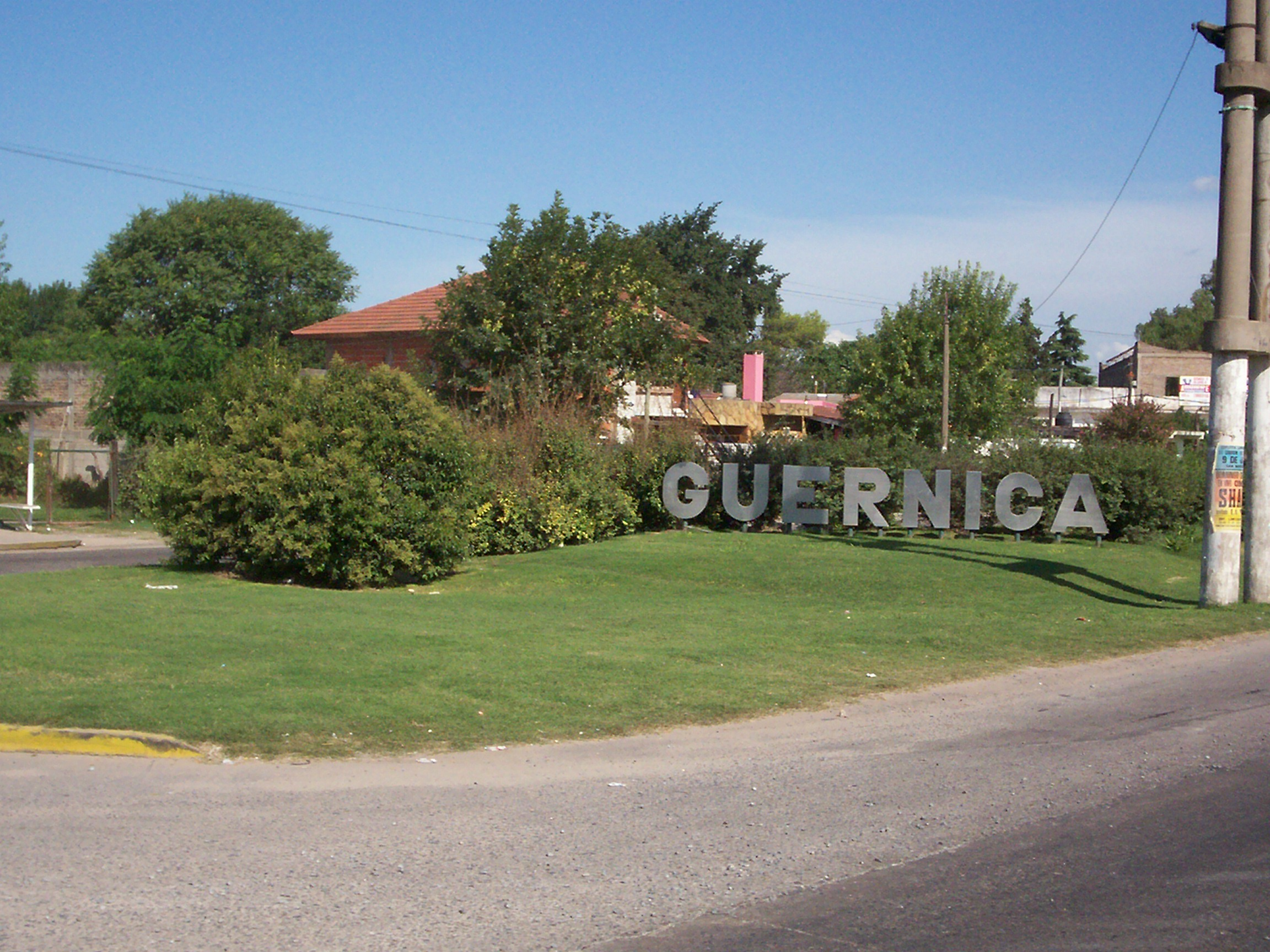
格爾尼卡

格爾尼卡是阿根廷的城市，位於該國東北部，距離首都布宜諾斯艾利斯30公里，由布宜諾斯艾利斯省負責管轄，始建於1993年11月25日，海拔高度25米，2001年人口52,529。